# Today's Specials
Today's Specials è un album in studio di cover del gruppo 2 tone ska inglese The Specials, pubblicato nel 1996.

## Tracce
1. Take Five (Paul Desmond) – 3:56
2. Pressure Drop (Toots Hibbert) – 4:18
3. Hypocrite (Leroy Sibbles) – 3:25
4. Goodbye Girl (Ken Boothe) – 3:57
5. A Little Bit Me, A Little Bit You (Neil Diamond) – 4:32
6. Time Has Come (Slim Smith) – 5:09
7. Dirty Old Town (Ewan MacColl) – 3:33
8. Somebody Got Murdered (The Clash) – 3:06
9. Shanty Town 007 (Desmond Dekker) – 3:57
10. Simmer Down (Bob Marley) – 3:46
11. Maga Dog (Peter Tosh) – 2:54
12. Bad Boys (Beckford Bailey) – 5:08

## Formazione
- Neville Staple - voce
- Roddy Byers - voce, chitarra
- Lynval Golding - chitarra, voce, armonica
- Horace Panter - basso
- Mark Adams - organo, tastiere, cori
- Adam Birch - trombone, tromba, corno, flicorno
- Aitch Hyatt - batteria, cori
- Kendell Smith - DJ, voce
- Sheena Staple - cori